# كوادو أوبوكو
كوادو أوبوكو (بالإنجليزية: Kwadwo Opoku)‏ هو لاعب كرة قدم غاني، ولد في 13 يوليو 2001 في أكرا في غانا. لعب مع نادي لوس أنجلوس.

## وصلات خارجية
- كوادو أوبوكو على موقع الدوري الأمريكي (الإنجليزية)
- كوادو أوبوكو على موقع قاعدة بيانات كرة القدم.إي يو (الإنجليزية)
- كوادو أوبوكو على موقع Soccerbase.com (لاعب) (الإنجليزية)
- كوادو أوبوكو على موقع Soccerway.com (الإنجليزية)
- كوادو أوبوكو على موقع عالم كرة القدم.نت (الإنجليزية)